# James Wright (Eishockeyspieler)
James Wright (* 24. März 1990 in Saskatoon, Saskatchewan) ist ein ehemaliger kanadischer Eishockeyspieler, der im Verlauf seiner aktiven Karriere zwischen 2005 und 2019 unter anderem 146 Spiele für die Tampa Bay Lightning und Winnipeg Jets in der National Hockey League (NHL) auf der Position des Centers bestritten hat. Darüber hinaus absolvierte Wright annähernd 290 weitere Partien in der American Hockey League (AHL).

## Karriere

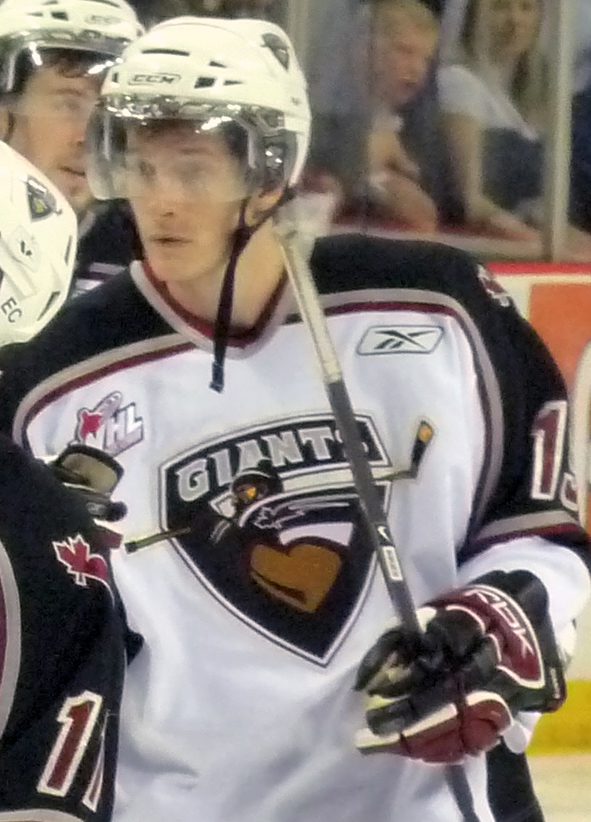
Wright im Trikot der Vancouver Giants (2009)

Wright begann seine Karriere als Eishockeyspieler bei den Vancouver Giants, die ihn beim Bantam Draft 2005 der Western Hockey League (WHL) in der ersten Runde als neunten Spieler insgesamt auswählten. Schlussendlich war er für die Giants zwischen 2006 und 2009 in der kanadischen Juniorenliga aktiv. Im Frühjahr 2007 gewann der Stürmer mit dem Team den Memorial Cup, dem Finalturnier um die Meisterschaft der Canadian Hockey League. In seiner Zeit bei den Vancouver Giants wurde der Angreifer im NHL Entry Draft 2008 in der vierten Runde als insgesamt 117. Spieler von den Tampa Bay Lightning aus der National Hockey League (NHL) ausgewählt.
Für die Lightning gab er am 3. Oktober 2009 im Spiel gegen die Atlanta Thrashers sein NHL-Debüt. Sein erstes NHL-Tor erzielte der Linksschütze am 22. Oktober 2009 im Heimspiel gegen die San Jose Sharks. Hauptsächlich kam Wright jedoch bei Tampas Farmteam, den Norfolk Admirals, in der American Hockey League (AHL) zum Einsatz. Im Dezember 2011 transferierten ihn die Bolts gemeinsam mit Michael Vernace im Austausch für Michael Kostka und Evan Oberg zu den Florida Panthers. Dort spielte er aber ausschließlich bei deren AHL-Kooperationspartner San Antonio Rampage. Nach Beendigung des NHL-Lockouts im Januar 2013 wurde er auf die Waiver-Liste gesetzt und von den Winnipeg Jets ausgewählt, wo ihm schließlich der Sprung in den NHL-Kader gelang.
Nachdem die Jets seinen nach der Saison 2013/14 auslaufenden Vertrag nicht verlängert hatten, zog es den Kanadier erstmals nach Europa, wo er sich dem kroatischen Klub KHL Medveščak Zagreb aus der Kontinentalen Hockey-Liga (KHL) anschloss. Nach einer Saison kehrte Wright zunächst nach Nordamerika zurück und unterzeichnete einen Einjahresvertrag bei den New York Islanders. Nachdem er dort ausschließlich für die AHL-Partnerorganisation Bridgeport Sound Tigers zu Einsätzen gekommen war, wechselte der Offensivspieler im Sommer 2016 wieder in die KHL zu Admiral Wladiwostok. Im November 2017 wurde er innerhalb der Liga gegen Martin St. Pierre von Barys Astana eingetauscht. Beim kasachischen Teilnehmer beendete er die Spielzeit 2017/18. Die Saison 2018/19 verbrachte Wright beim Linköping HC in der Svenska Hockeyligan (SHL). Anschließend beendete der 29-Jährige im Sommer 2019 seine aktive Karriere.

### International
Wright gab im Vorfeld der Olympischen Winterspiele 2018 im südkoreanischen Pyeongchang sein Debüt in der kanadischen Nationalmannschaft. Er wurde in drei Vorbereitungsspielen eingesetzt, aber dann doch nicht in den Olympiakader berufen. Zuvor hatte der Stürmer im Juniorenbereich mit der kanadischen U18-Auswahl am Ivan Hlinka Memorial Tournament 2007 teilgenommen, das die Mannschaft auf dem vierten Platz beendete. In vier Turnierspielen blieb er dabei punktlos.

## Erfolge und Auszeichnungen
- 2007 Memorial-Cup-Gewinn mit den Vancouver Giants
- 2008 Teilnahme am CHL Top Prospects Game

## Karrierestatistik

### International
Vertrat Kanada bei:
- Ivan Hlinka Memorial Tournament 2007

(Legende zur Spielerstatistik: Sp oder GP = absolvierte Spiele; T oder G = erzielte Tore; V oder A = erzielte Assists; Pkt oder Pts = erzielte Scorerpunkte; SM oder PIM = erhaltene Strafminuten; +/− = Plus/Minus-Bilanz; PP = erzielte Überzahltore; SH = erzielte Unterzahltore; GW = erzielte Siegtore; 1 Play-downs/Relegation; Kursiv: Statistik nicht vollständig)